# Yasugi
Yasugi (jap. 安来市 Yasugi-shi) – miasto w Japonii, na wyspie Honsiu, w prefekturze Shimane.

## Położenie
Miasto leży we wschodniej części prefektury graniczy z miastami:
- Matsue

oraz miasta w prefekturze Tottori:
- Sakaiminato
- Yonago

## Historia
Miasto otrzymało prawa miejskie 4 kwietnia 1954.

## Miasta partnerskie
- Korea Południowa: Miryang